# Si Vis Pacem, Para Bellum
A Si Vis Pacem, Para Bellum (latin kiejtés: [siː wiːs ˈpaːkẽː ˈpara ˈbɛllũː]; magyarul: "Ha békét akarsz, készülj a háborúra") a Seether 2020-ban megjelent nyolcadik stúdióalbuma. Az album 2020. augusztus 28-án jelent meg, kiadója a Fantasy Records és a Concord Music. Az album producere a zenekar frontembere, Shaun Morgan. A lemez első kislemeze a Dangerous, ami 2020. június 24-én jelent meg. A lemez bővített, deluxe változata 2022. július 1-jén jelent meg.

## Az album dalai
Az összes dalszöveg szerzője Shaun Morgan. 
| 1.    | Dead and Done         | 3:27 |
| 2.    | Bruised and Bloodied  | 3:37 |
| 3.    | Wasteland             | 3:59 |
| 4.    | Dangerous             | 3:49 |
| 5.    | Liar                  | 4:18 |
| 6.    | Can't Go Wrong        | 3:47 |
| 7.    | Buried in the Sand    | 4:17 |
| 8.    | Let It Go             | 4:08 |
| 9.    | Failure               | 3:51 |
| 10.   | Beg                   | 3:40 |
| 11.   | Drift Away            | 4:52 |
| 12.   | Pride Before the Fall | 4:12 |
| 13.   | Written in Stone      | 3:37 |
| 51:34 |                       |      |

| Deluxe Edition (2022) | Deluxe Edition (2022)                                             | Deluxe Edition (2022) | Deluxe Edition (2022) | Deluxe Edition (2022) | Deluxe Edition (2022) | Deluxe Edition (2022) | Deluxe Edition (2022) | Deluxe Edition (2022) | Deluxe Edition (2022) |
|                       | Cím                                                               | Hossz                 |                       |                       |                       |                       |                       |                       |                       |
| --------------------- | ----------------------------------------------------------------- | --------------------- | --------------------- | --------------------- | --------------------- | --------------------- | --------------------- | --------------------- | --------------------- |
| 14.                   | What Would You Do? (Wasteland - The Purgatory EP-ről)             | 4:49                  |                       |                       |                       |                       |                       |                       |                       |
| 15.                   | Will It Ever End? (Wasteland - The Purgatory EP-ről)              | 4:09                  |                       |                       |                       |                       |                       |                       |                       |
| 16.                   | Feast or Famine (Wasteland - The Purgatory EP-ről)                | 4:33                  |                       |                       |                       |                       |                       |                       |                       |
| 17.                   | Wasteland (alternatív változat, Wasteland - The Purgatory EP-ről) | 4:20                  |                       |                       |                       |                       |                       |                       |                       |
| 18.                   | Leech                                                             | 3:50                  |                       |                       |                       |                       |                       |                       |                       |
| 19.                   | Deliver Me                                                        | 3:47                  |                       |                       |                       |                       |                       |                       |                       |
| 20.                   | On My Way                                                         | 4:08                  |                       |                       |                       |                       |                       |                       |                       |
| 21.                   | Leave Me Be                                                       | 3:34                  |                       |                       |                       |                       |                       |                       |                       |
| 22.                   | Crossed the Line                                                  | 4:00                  |                       |                       |                       |                       |                       |                       |                       |
| 88:44                 |                                                                   |                       |                       |                       |                       |                       |                       |                       |                       |

## Közreműködők

### Seether
- Shaun Morgan – ének, gitár, produkció
- Dale Stewart – basszusgitár
- Corey Lowery – gitár
- John Humphrey – dobok, perkusszió

### Egyéb közreműködők
- Matt Hyde – engineering, keverés
- Ted Jensen – mastering
- Matt Marshall – A&R
- Shawn Coss – lemezborító, dizájn
- Florian Mihr – termékdizájn

## Külső hivatkozások
- A Seether hivatalos oldala